# Pedras
José Maria de Freitas Pereira, plus communément appelé Pedras, est un footballeur portugais né le 29 octobre 1941 à Guimarães et mort le 12 juillet 2017 à Lisbonne. Il évoluait au poste de milieu de terrain.

## Biographie

### En club
Né à Guimarães, il est formé dans le club du Vitória Guimarães avec lequel il commence sa carrière en 1960,,.
En 1962, il est transféré au Benfica Lisbonne. Avec le club lisboète, il est Champion du Portugal à trois reprises (1963, 1964 et 1965) et il remporte une Coupe du Portugal en 1964,. Il marque un triplé lors d'un match retour d'une confrontation contre Dudelange en Coupe des clubs champions lors de la saison 1965-1966.
En 1966, il rejoint le Vitória Setúbal avec lequel il remporte une coupe nationale en 1967,. Lors de la Coupe des vainqueurs de coupe pour la saison 1967-1968, le Vitória Setúbal est éliminé en huitièmes de finale contre le Bayern Munich dans une double confrontation où Pedras marque un but à l'aller et au retour (défaite 2-6 à Munich et match nul 1-1 à Setúbal).
Transféré en 1968 au Sporting Portugal, il dispute trois saisons avec les lions de Lisbonne. Il est notamment champion du Portugal en 1970 et remporte à nouveau la coupe nationale en 1971,.
De 1971 à 1973, il joue à l'Atlético Portugal,.
Après des passages au SU Sintrense et au Seixal FC, il raccroche les crampons,.
Il dispute 183 matchs pour 52 buts marqués en première division portugaise,.  En compétitions européennes, il dispute 4 matchs pour 3 but marqués en Coupe des clubs champions, 4 matchs pour 5 buts marqués en Coupe des vainqueurs de coupe et 8 matchs pour 1 buts marqué en Coupe UEFA.

### En équipe nationale
International portugais, il reçoit trois sélections en équipe du Portugal entre 1967 et 1968.
Ses deux premiers matchs ont lieu dans le cadre des qualifications pour l'Euro 1968. Il débute en sélection le 26 novembre 1967 contre la Bulgarie (défaite 0-1 à Sofia). Il joue ensuite un match 17 décembre 1967 à nouveau contre la Bulgarie (match nul 0-0 à Oeiras).
Son dernier match est disputé en amical le 30 juin 1968 contre le Brésil (défaite 0-2 à Matola).

## Palmarès
Avec le Benfica Lisbonne :
- Champion du Portugal en 1963, 1964 et 1965
- Vainqueur de la Coupe du Portugal en 1964

Avec le Vitória Setúbal :
- Vainqueur de la Coupe du Portugal en 1967
- Finaliste de la Coupe du Portugal en 1968

Avec le Sporting Portugal :
- Champion du Portugal en 1970
- Vainqueur de la Coupe du Portugal en 1971